# Daytona USA (jeu vidéo)
Cet article concerne le jeu vidéo. Pour la série de jeux vidéo, voir Daytona USA (série de jeux vidéo). Pour les articles homonymes, voir Daytona USA.
Daytona USA est un jeu vidéo de course de NASCAR en 3D développé par Sega-AM2 sous la direction de Toshihiro Nagoshi, originellement commercialisé par Sega sur borne d'arcade en 1994,. Après que le propriétaire du Daytona International Speedway, NASCAR Holdings, Inc., n'a pas renouvelé son accord de licence avec Sega, les rééditions du jeu portent le nom de Sega Racing Classic.[réf. nécessaire]
Dès 1998, Daytona USA 2 est commercialisé.

## Description
Le jeu propose des courses de stock-car, le joueur peut être amené à affronter plusieurs dizaines d'adversaires simultanément. Le style de conduite est typé arcade : cela signifie que la prise en main est immédiate, contrairement à jeu typé "simulation", où le réalisme prime.
Daytona USA propose un taux constant de soixante images par seconde, ce qui pour l'époque était une prouesse technologique dans le domaine des jeux vidéo. 

## Système de jeu
Trois circuits sont proposés : Tree Seven Speedway, Dinosaur Canyon et Seaside Street Galaxy. Le joueur a le choix entre une transmission manuelle ou automatique. L'objectif est de terminer a la meilleure place, tout en finissant la course avant que le compte à rebours ne tombe à zéro. 

Le nombre de joueurs dépend du nombre de bornes disponible dans la salle d'arcade. Quatre bornes placées côte à côte signifie donc que quatre joueurs peuvent jouer simultanément. Le nombre peut même monter à huit, puisque chaque borne dispose de deux volants. 

## Équipe de développement
- Directeur de jeu : Toshihiro Nagoshi
- Concepteur des pistes : Toshihiro Nagoshi
- Compositeur musical : Takenobu Mitsuyoshi
- Makoto Osaki

## Réception
Le jeu est un véritable succès et surpasse Ridge Racer (le jeu phare de Namco) quelques mois après sa sortie. Ce succès s'explique par les qualités graphiques du jeu et par la possibilité de jouer sur 3 circuits distincts, alors que la concurrence n'en propose qu'un seul avec de légères variantes selon la difficulté. 

## Portages et remakes
Le jeu a été adapté en 1995 sur Sega Saturn quelques mois après son lancement en Europe. Un autre portage du jeu pour la 32X était initialement prévu mais ne vit jamais le jour.
Une seconde adaptation du jeu, sur PC cette fois-ci, est proposée en 1996 mais sa qualité est jugée assez décevante.
En 1996 sort sur Sega Saturn une nouvelle version, Daytona USA: Championship Circuit Edition, profitant du nouveau moteur de jeu créé pour la version Sega Saturn de Sega Rally Championship pour corriger les défauts de jeunesse de la première conversion (principalement les problèmes de clipping omniprésents) et ajoutant aux trois circuits originaux deux nouveaux circuits spécialement créés pour cette version (National Park Speedway et Desert City). Ce jeu reçut un accueil mitigé du fait des trop nombreuses libertés prises par rapport au jeu original (nouvelles textures, nouveau design des voitures plus proche du NASCAR, musiques remixées sans partie vocale, maniabilité revue), le joueur ne retrouvant plus vraiment l'esprit du jeu arcade.
En 1997, Daytona USA: Circuit Edition sort sur Sega Saturn, uniquement au Japon. Le jeu reprend Daytona USA: Championship Circuit Edition, intègre de nouvelles options ainsi que des améliorations techniques et permet de jouer en ligne via le Sega Saturn Modem. La maniabilité a également été revue et se rapproche de celle du premier Daytona USA.
En 1998, Daytona USA: C.C.E. Net Link Edition sort sur Sega Saturn, uniquement en Amérique du Nord. Le jeu reprend également Daytona USA: Championship Circuit Edition et permet de jouer en ligne via le Sega Net Link.
Une nouvelle version sur PC, baptisée Daytona USA Deluxe, est lancée en 1998 avec une course inédite : Silver Ocean Causeway.
En 2001, un remake sort sur Dreamcast, nommé Daytona USA 2001. Cette version comporte les circuits du jeu original et de la version Championship Circuit Edition, ainsi que trois nouveaux circuits spécialement conçus pour ce jeu (Rin Rin Rink, Circuit Pixie et Mermaid Lake).
En 2009 sort en arcade Sega Racing Classic, une réédition du jeu original en HD (720p) et 16/9. Des problèmes de licence sont à l'origine du changement du nom du jeu et de la modification de la bande originale.  Il s'agissait de la première sortie après que Sega ait perdu son accord de licence avec International Speedway Corporation (qui fait désormais partie de NASCAR Holdings).[réf. nécessaire]
Le 26 octobre 2011 sort sur Xbox 360 (en téléchargement sur le Xbox Live pour 800 Microsoft Points) et sur PS3 (en téléchargement sur le PlayStation Store) une conversion en HD (720p) et 16/9 de la version arcade originale, permettant le jeu multijoueur jusqu'à 8 simultanément.
En 2017 une nouveau remake sort en arcade : Sega Racing CLassic Championship, version très proche de l'original en termes de design graphique et sonore, mais avec un nouveau moteur graphique. Jouable en multijoueur.
Le 18 décembre 2017, Sega publie une grosse mise à jour pour le remake arcade sur son site. Cependant la totalité du jeu étant dans la mise à jour, cela a permis de rendre le jeu jouable gratuitement sur n'importe quel PC avec quelques légères modifications.